# Beckton (процесор)
Beckton або Nehalem-EX — мікропроцесор виробництва Intel, заснованих на мікроархітектурі Nehalem (до восьми ядер), який використовує буферизацію всередині чипсету для підтримки до 16 модулів DIMM стандарту DDR3 на один процесорний сокет без необхідності використання FB-DIMM. На відміну від попередніх процесорів Xeon MP, Nehalem-EX використовує нові LGA 1567 з'єднувачі, замінюючи Socket 604, використовуваний в попередніх моделях до Xeon 7400 "Dunnington". 75xx моделі мають чотири QuickPath інтерфейси, тому він може бути використаний в конфігураціях до 8 сокетів, а 65xx моделі лише  до двох сокетів. Розроблений Digital Enterprise Group (DEG, Санта-Клара) та Hudson Design Teams, Beckton виготовляється по технології P1266 (45 нм). Його запуск в березні 2010 збігся з виходом його прямого конкурента, Opteron 6xxx "Magny-Cours" компанії AMD.
Більшість моделей має обмежене число ядер і шин QPI , а також розмір кеш-пам'яті L3  для того, щоб отримати більший спектр продуктів з єдиного дизайну чипа.

Марки (бренди) — Xeon 65xx(DP) і Xeon 75xx(MP)
| Модель | Швидкість (ГГц) | L3 кеш (MB) | QPI (GT/s) | DDR3 Clock (МГц) | TDP (Вт) | Ядер | Віртуальних | Turbo   |
| ------ | --------------- | ----------- | ---------- | ---------------- | -------- | ---- | ----------- | ------- |
| E6510  | 1.73            | 12          | 2×4.8      | 800              | 105      | 4    | 8           |         |
| E6540  | 2.00            | 18          | 2×6.4      | 1066             | 105      | 6    | 12          |         |
| X6550  | 2.00            | 18          | 2×6.4      | 1066             | 130      | 8    | 16          |         |
| E7520  | 1.86            | 18          | 3×4.8      | 800              | 95       | 4    | 8           |         |
| E7530  | 1.86            | 12          | 3×5.8      | 1066             | 105      | 6    | 12          |         |
| E7540  | 2.00            | 18          | 4×6.4      | 1066             | 105      | 6    | 12          |         |
| X7542  | 2.66            | 18          | 4×5.8      | 1066             | 130      | 6    | 6           | 0/1/1/1 |
| L7545  | 1.86            | 18          | 4×5.8      | 1066             | 95       | 6    | 12          | 0/1/3/5 |
| X7550  | 2.00            | 18          | 4×6.4      | 1066             | 130      | 8    | 16          |         |
| L7555  | 1.86            | 24          | 4×5.8      | 1066             | 95       | 8    | 16          | 1/2/4/5 |
| X7560  | 2.26            | 24          | 4×6.4      | 1066             | 130      | 8    | 16          |         |